# Benoît Michel (acteur)
Pour les articles homonymes, voir Michel et Benoît Michel (homonymie).
 (janvier 2020).
Si vous disposez d'ouvrages ou d'articles de référence ou si vous connaissez des sites web de qualité traitant du thème abordé ici, merci de compléter l'article en donnant les références utiles à sa vérifiabilité et en les liant à la section « Notes et références ».
Benoît Michel, né le 12 juin 1988 à Libourne, est un acteur français connu pour son rôle de Jérôme Thévenet dans la série Clem (TF1).

## Biographie

### Télévision
Le 30 mars 2015, l'acteur donne une interview au magazine TV du Figaro, où il évoque sa carrière et ses projets, assumant être « abonné au rôle de gendre idéal », aux yeux du grand public, pour le moment.
Le même jour, lors de la diffusion de Clem sur TF1 (épisode final, inédit, de la saison 5), Benoît Michel donne l'occasion de montrer aux téléspectateurs une autre facette de son jeu de comédien. Avec cet épisode centré sur son personnage de Jérôme, il interprète le délicat sujet de l'enfance maltraitée. Sans fausse note, il joue un jeune homme perturbé par son passé de garçon battu par son père, qui est obligé de le révéler à sa fiancée avant leur mariage.
En 2016, il est au casting de la saga d'été de TF1 : La Vengeance aux yeux clairs. Il y joue l'ex-petit ami du personnage interprété par Laëtitia Milot.
En 2018, il fait ses débuts au casting du feuilleton quotidien, Un si grand soleil sur France 2.
En 2021, il fait partie du casting d’Une affaire française, le téléfilm de TF1 sur l’affaire du petit Grégory.

## Filmographie

### Cinéma
- 2011 : Nino (une adolescence imaginaire de Nino Ferrer) : Arlequin
- 2014 : Prêt à tout : Antoine

### Télévision
- 2011 : Cœur Océan : Tim
- 2013 - 2017 : Clem : Jérôme Thévenet, l'ex-époux de Clémentine Boissier
- 2013 - 2017 : Fais pas ci, fais pas ça : François-Xavier, dit « FX », le petit ami de Soline Lepic
- 2015 : Commissaire Magellan, épisode Radio Saignac réalisé par Emmanuel Rigaut : Antoine Lesage
- 2016 - 2017 : La Vengeance aux yeux clairs de David Morley : Alexandre Chevalier
- 2017 : Les Chamois de Philippe Lefebvre : Antoine Dumont
- 2018 : Nina, saison 4 : Noé
- 2018 : Camping Paradis, épisode À nos pères : Antoine Rivière
- 2018 : Joséphine, ange gardien, épisode Un Noël recomposé : Maxime
- 2018 : Meurtres à Brides-les-Bains d'Emmanuel Rigaut : Greg Pratt
- 2019 : Un si grand soleil : Maxime (épisodes 102-130)
- 2019 - en cours : Astrid et Raphaëlle : Nicolas Perran
- 2019 : Munch, épisode Rien que la vérité réalisé par Thierry Binisti : Martin Richard
- 2021 : Meurtres au Mont Saint-Michel de Marie-Hélène Copti : Nathan
- 2021 : Une affaire française : Lamirand
- 2022 : Le Meilleur d'entre nous, mini-série de Floriane Crépin
- 2025 : Le Crime de la tour Eiffel de Julien Seri : Mathieu Bellanger